# Dmitrij Nosow
Dmitrij Jurjewicz Nosow (ros. Дмитрий Юрьевич Носов; ur. 9 kwietnia 1980 roku w Gornym) – rosyjski judoka, zdobywca brązowego medalu na igrzyskach olimpijskich w Atenach w kategorii do 81 kilogramów.